# محمد مهدي بحر العلوم
السيد محمد المهدي بحر العلوم (بالفارسية: سید محمدمهدی بحرالعلوم) هو السيد محمد المهدي ابن مرتضى ابن محمد ابن عبد الكريم ابن مراد ابن شاه أسد الله ابن جلال الدين الأمير ابن الحسن ابن مجد الدين ابن قوام الدين ابن إسماعيل ابن عباد ابن أبي المكارم ابن عباد ابن أبي مجد ابن عباد ابن علي ابن حمزة ابن طاهر ابن علي ابن محمد ابن احمد ابن محمد ابن أحمد ابن إبراهيم الملقب ب‍ " طباطبا " ابن إسماعيل الديباج ابن إبراهيم الغمر ابن الحسن المثنى ابن الحسن ابن علي بن أبي طالب عليهما السلام.

## ولادته ونشأته في كربلاء
ولد فجر ليلة الجمعة المصادف الأول من شوال سنة 1155هـ/ 1742م بمدينة كربلاء.و نشأ وسط عائلة علمية، أبوه المرتضى الطباطبائي كان من أفاضل العلماء والمدرسين في كربلاء، والمرجع الكبير وزعيم الحوزة العلمية الوحيد البهبهاني هو زوج عمّته، وجدّه السيد محمد الطباطبائي الفقيه المعروف. تعلم القراءة ولكتابة قبل اجتياز السابعة من عمره. وحضر أولياته وسطوحه من النحو والصرف وبقية العلوم العربية والمنطق والاصول، والفقه والتفسير وعلم الكلام وغيرها على فضلاء عصره والمتخصصين في هذه العلوم، فأكمل تلك الاوليات في ظرف ثلاث أو أربع سنين وعمره لم يتجاوز الثانية عشرة، وبعد ذلك حضر درس " خارج " الأصول على والده المرتضى، وعلى استاذه الكبير الوحيد البهبهاني، وخارج الفقه على الفقيه الكبير الشيخ يوسف البحراني صاحب الحدائق المتوفى سنة 1186 ه‍، وبعد خمسة أعوام بلغ درجة الاجتهاد، وشهد له بذلك الثلاثة، ولمع نجمه في كربلاء.

## رحلته إلى النجف
انتقل من كربلاء إلى النجف سنة 1169 ه‍ لتحصيل العلم على يد كبار علمائها ذلك الزمان، كالشيخ مهدي الفتونى المتوفى سنة 1183 ه‍، والشيخ محمد تقي الدورقي المتوفي سنة 1186 ه‍ والشيخ محمد باقر الهزار جريبي ابن محمد باقر الهزار جريبي المتوفى سنة 1205 ه‍ وغيرهم.
وفي خلال ذلك كان مجدا في التدريس والتأليف وإدارة القضايا الدينية، وحسم الدعاوي الاجتماعية، ورعاية شؤون الفقراء والمعوزين حتى تسنم الزعامة الدينية، وعمره لم يتجاوز الثلاثين بعد.

## رحلته الي إيران ولقب بحر العلوم
وفي شهر ذي القعدة من سنة 1186 دعي من قبل بعض علماء إيران وزعمائها إلى زيارة مدينة مشهد حيث مرقد الامام علي الرضا ، فخرج من النجف وتوقّف في طريقه بمدينة كرمنشاه، فواصل هناك عملية التدريس. و من ثم نزل في خراسان، و درس الفلسفة الاسلامية على يد الميرزا محمد مهدي الاصفهاني (نزيل خزاسان " 1153 - 1217 ") الذي كان يعد من أكبر علماء إيران ذلك العصر، فاعجب به الأستاذ لشدة ذكائه وسرعة تلقيه وهضمه المشاكل والمسائل الفلسفية، وعرف منه غزارة العلم، وسعة الأفق - حينما وقف على ذلك كله استاذه الفيلسوف الكبير أطلق عليه ذلك اللقب وقال له يوما وقد الهب إعجابه اثناء الدرس: " انما أنت بحر العلوم " فاشتهر بذلك اللقب وظل معروفا به على مدى التأريخ واشتهر فيما بعد ابناؤه واحفاده وعرفوا بآل بحر العلوم، حتى اليوم.
وظل في إيران مدة سبع سنوات.

## رحلته إلى مكة
سافر إلى مكة في نفس السنة التي خرج بها من مشهد في عام 1193هـ لغرض حج بيت الله الحرام الحج. وبقي في مكة أكثر من سنتين كان فيها موضع حفاوة وعناية من عامة طبقاتها، حتى أنه كان يوضع له كرسي الكلام في المسجد الحرام فيحاضر بالمذاهب المختلفة ويحضر مجلسه العلمي ارباب المذاهب كلها، فكان لسيطرته علي موضوعية البحث يعتقد كل صاحب مذهب انه من جماعته، وكان لا يكاد يفارق مكاناً إلّا ترك أثراً فيه، كان يوجه لأداء الحجاج المناسك علي وفق أهل البيت – عليهم السلام – التي بقيت بعده يستفيد بها الخلق، وعيّن المواقيت في حدود الإحرام للحج والعمرة، والمزدلفة والمشاعر، وأظهر منها ما كان مخفياً.
ثمّ حجّ في السنة التي بعدها سنة 1194هـ، ورجع بعدها من مكة المشرفة إلى مدينة النجف سنة 1195هـ.

## عودته إلى النجف والزعامة الدينية
عاد بحر العلوم إلى النجف أواخر سنة 1195هـ، فيظهر من هذا التحديد أن بداية مرجعيته العامة من تأريخ عودته من مكة، وأو قد تكون قبلها بسنة وهي أيضاً بداية انصرافه للتدريس. حيث تصدى للتدريس في الحوزة العلمية في النجف قرابة سبعة أعوام واضطلع بهذه المهمة الثقافية، فكان جمع غفير يحضر درسه الذي تفرّغ له. وبعد وفاة أستاذه الشيخ الوحيد البهبهاني في كربلاء عام 1208هـ، تقلد بحر العلوم زمام المرجعية المطلقة لشيعة العراق ولعالم وانتقلت بذلك المرجعية و الحوزة العلمية من مدينة كربلاء إلى مدينة النجف.

### مشاريعه وآثاره
1- 	مسجد الكوفة:
قام بدفن أرض مسجد الكوفة، وكانت أرضه الأصلية مساوية لأرض السفينة وأرض السرداب المعروف ببيت الطشت، وعين المقامات في المسجد وبني فيها العلامات والمحاريب كما هي اليوم ووضع المحاريب الحاضرة فوقه المحاريب الأصلية، ووضع صخرة في محراب النبي – صلّي الله عليه وآله – وهي بمنزلة الشاخص لمعرفة الأوقات وهي عمود من الرخام، وبني القبة التي في مسجد السهلة وعيّن أنّها مقام الحجة، وعيّن قبر النبي هود والنبي صالح -عليهما السلام- في وادي السلام وكان بالقرب من المكان الموجود اليوم.
2- أعمار مرقد الأمام علي بن أبي طالب:
فقام ببناء مئذنة الصحن العلوي الجنوبية، وتعمير جدران الصحن وغرفه، وذلك انه حينما رأي تضعضع تلك المواضع كتب إلي الشاه فتح علي القاجاري في إيران أن يرسل أموالاً لتصرف في ذلك، فامتثل السلطان لأمره وأرسل فوراً ما يكفي لذلك المشروع بتمامه.
4-	ترميم مسجد الشيخ الطوسي: وقد جدد مسجده في حدود سنة 1198 هجرية فصار مسجد شيخ الطائفة الطوسي في محلة المشراق من أعظم المساجد في مدينة النجف وذلك بمساعدة الميسورين من أبناء الطائفة.
5- عمارته لمرقد أنبياء الله هود وصالح –عليهما السلام–
6- مناظرته مع اليهود: أجرى مناظرة علمية مع أحبار اليهود في ناحية الكفل، خلال شهر ذي الحجة من سنة 1211هـ/ 1797م، حيث كان معه جماعة غفيرة من تلامذته عبر بهم الطريق على ناحية ذي الكفل ذات الاغلبية اليهودية، والتقى مع اثنان من زعماء اليهود احدهما يدعى عزرا والاَخر داود، وكانت تلك الحادثة قد تركت أثراً قوياً في المجتمع العراقي آنذاك، حيث أسلم على يده أكثر من ثلاثة الاف يهودي.

## وفاته
تُوفّي في رجب 1212هـ بمدينة النجف، وصلّى على جثمانه السيّد محمد مهدي الشهرستاني، ودُفن في مسجد الطوسي بالنجف.

## أساتذته
1- الوحيد البهباني الآغا محمد باقر البهبهاني " سنة 1118 - سنة 1205 ه‍ "
2- الشيخ محمد باقر ابن محمد باقر الهزار جريبي " توفي - 1205 ه‍ "
3- السيد حسين ابن أبي القاسم جعفر الموسوي الخوانساري " توفي - 1191 ه‍ "
4- السيد حسين ابن الأمير محمد إبراهيم بن محمد معصوم الحسيني القزويني " توفي - 1208 ه‍ "
5- الشيخ عبد النبي القزويني الكاظمي " توفي - 1213 ه‍ تقريا "
6- السيد عبد الباقي الحسيني الخاتون آبادي " توفي - 1193 ه‍ "
7- الشيخ محمد مهدي الفتوني العاملي " توفي - 1183 ه‍ "
8- والده السيد مرتضى الطباطبائي " توفي - 1204 ه‍ "
9- الشيخ يوسف البحراني - صاحب الحدائق - 1107 - 1184 "
10- الشيخ محمد تقي الدورقي " توفي- 1186 ه‍ "
11- الفيلسوف السيد ميرزا مهدي الاصفهاني نزيل خراسان المولود " سنة 1153 - والمستشهد سنة 1217 "
12- الفقيه الكبير والعلامة الزاهد السيد أحمد الحسيني القزويني، جد أسرة السادة آل القزويني في الحلة وغيرها من أنحاء العراق. توفي سنة 1199 ه بقزوين، ونقلته الملائكة إلى النجف في حادثة مشهورة.

## تلاميذه
نذكر منهم:
1- الشيخ احمد النراقي - صاحب المستند - المتوفى سنة 1245
2- المولى إسماعيل العقدائي حدود " 1340 "
3- الشيخ احمد حفيد الوحيد البهبهاني ولد سنة 1191 وتوفى سنة 1235
4- السيد احمد بن السيد حبيب آل زوين الحسني ولد سنة 1193 وتوفى بعد سنة (1267)
5- الشيخ أبو علي الحائري صاحب منتهى المقال في الرجال توفي (1216)
6- السيد أبو القاسم جد صاحب الروضات توفي (1240)
7- الشيخ جعفر الكبير كاشف الغطاء توفي (1228)
8- الشيخ حسين نجف توفي (1251)
9- الشيخ عبد علي البحراني الخطي توفى (1213)
10 - السيد علي آل السيد حسين الغريفي البحراني توفي (1246)
11- السيد مير علي الطباطبائي - صاحب الرياض توفي (1231)
12- الشيخ عبد على بن أميد علي الغروي توفي (1226)
13- السيد عبد الله شبر توفي (1242)
14- السيد محمد جواد العاملي صاحب مفتاح الكرامة توفي (1226)
15- ه‍ المولى زين العابدين السلماسي توفي (1266)
16 - أحمد العطار

## مؤلفاته
1- كتاب المصابيح في الفقه:' وهو بثلاث مجلدات.
2- الدرة النجفية: هو عبارة عن منظومة شعرية في أبواب الطهارة والصلاة.
3- مشكاة الهداية: وهي منثور "الدرة" لم يخرج منها إلّا الطهارة، عليه شرح لتلميذه الشيخ جعفر كاشف الغطاء باقتراح منه.
4- تحفة الكرام في تأريخ مكة والبيت الحرام:
5--	رسالة في العصير العنبي: مدرجة في كتابه "المصابيح".
6--	شرح باب الحقيقة والمجاز: من كتاب "الوافية" للفاضل التوني.
7- شرح جملة من أحاديث التهذيب: للشيخ الطوسي.
8- الفوائد الأصولية.
9- رسالة في تحريم العصير الزبيبي.
10- رسالة في مناسك الحج والعمرة:
11- رسالة في حكم قاصد الأربعة في السفر.
12- حاشية وشرح علي طهارة شرائع المحقق الحلّي
13- رسالة في قواعد أحكام الشكوك: في ثلاثمائة بيت،
14- حاشية علي ذخيرة السبزواري.
15- رسالة في تحقيق (أجمعت العصابة علي تصحيح ما يصح عنهم).
16- رسالة في انفعال الماء القليل.
17- رسالة في الفرق والملل.
18- رسالة في تحريم الفرار من الطاعون.
20- الدرة البهية في نظم بعض المسائل الأصولية.
21- رسالة في مناظرته لليهود.
22- ديوان شعر: وهو كبير يناهز الألف بيت، أغلبه في مدح ورثاء أهل البيت (عليهم السلام)
23- الفوائد الرجالية: بأربعة مجلدات ضخام بحلة قشيبة محققة تحقيقاً قيماً.
24- رسالة في الأطعمة والأشربة: وهي رسالة لطيفة، والظاهر أنّه كانت في ذلك الزمان أهمية خاصة لهذه الرسائل في أحوال الأغذية، وهذا النوع من الرسائل يعكس الوعي الصحي الذي كان لعلماء تلك الحقبة وتفهمهم لأهمية الغذاء في بناء الجسم الصحيح الشيء الذي أصبح الآن من أهم مدارات البحوث والمقالات العلمية والبرامج التلفزيونية إلي غير ذلك. والظاهر أنّ هذه الرسالة تحتوي علي أرجوزته في فضيلة الرمان علي باقي الفواكه وهو يقول في مطلعها:
يا طالبـاً فضـائـل الرمّـان	***	أُتْلُ لـذاك سـورة الـرحمـنِ
تَجِدْ بها الرحمن فيه فَضَّلَهُ	***	أجمله طوراً وطوراً فَصَّلَه
إلي تمام ستة وأربعين بيتاً أواخرها:
كـأنّـه فـي لـونـه الـيـاقـوت	***	فـكُــلْــه فــهــو لـلــقـلــوب قـــوتُ
وحبـه فضلاً وفـخراً وكـفي	***	إذ خـيـر يـاقـوت بــه قــد عـرفـــا
هذا ثنائي حين جاش جيشي	***	وإنّ وصف العيش نصف العيش(1)
كما أنّ هذه الأرجوزة ذكرت في آخر ديوانه المطبوع حديثاً.
24- كتاب الإجازات: نقل إجازته عن العلماء وإجازته للناس.
25- رسالة في السير والسلوك: باللغة الفارسية، ويقال بأنّ النصف الأول هو له ولكن الجزء الأخير لغيره.
26- شرح الوافي: وهو تقرير بحثه في "الوافي" للفيض الكاشاني، لتلميذه السيد جواد العاملي.

## وصلات خارجية
- مركز تراث السيد بحر العلوم
- موسوعة أنصار الحسين
- كتاب مناظرة بحر العلوم مع يهودي في ذي الكفل